# Марчело Тегалијано
Марчело Тегалијано (лат. Marcellus) био је, према традицији, други дужд Млетачке републике. Владао је од 717. до 726. године. Историчар Џон Џулијус Норич је тврдио да је Паоло Лучо Анефесто, први млетачки дужд, био егзарх Равене, а Марчело његов magister militum.